# Boucles de la Mayenne 2018
La 44.ª edición del Boucles de la Mayenne fue una carrera de ciclismo en ruta por etapas que se celebró entre el 31 de mayo y el 3 de junio de 2018 en Francia con inicio y final en la ciudad de Laval sobre un recorrido de 534,5 kilómetros.
La carrera hizo parte del UCI Europe Tour 2018, dentro de la categoría UCI 2.1
La carrera fue ganada por el corredor neerlandés Mathieu van der Poel del equipo Corendon-Circus, en segundo lugar Romain Seigle (Groupama-FDJ) y en tercer lugar Eli Iserbyt (Marlux-Bingoal).

## Equipos participantes
Tomaron parte en la carrera 21 equipos: 3 de categoría UCI WorldTeam; 9 de categoría Profesional Continental; y 9 de categoría Continental. Formando así un pelotón de 126 ciclistas de los que acabaron 101. Los equipos participantes fueron:
| WorldTeams (3)- AG2R La Mondiale - Groupama-FDJ - Team Sunweb Equipos continentales profesionales (9)- Delko-Marseille Provence-KTM - Gazprom-RusVelo - Direct Énergie - Caja Rural-Seguros RGA - Fortuneo-Samsic - Cofidis, Solutions Crédits - Euskadi Basque Country-Murias - Vital Concept - Burgos-BH Equipos continentales (9)- Amore & Vita-Prodir - Roubaix Lille Métropole - Marlux-Bingoal - Saint Michel-Auber 93 - Corendon-Circus - Vorarlberg-Santic - D'Amico-Utensilnord - Lotto-Kern-Haus - Akros-Renfer |
| |

## Recorrido
La Boucles de la Mayenne dispuso de cuatro etapas para un recorrido total de 534,5 kilómetros.
| Etapa     | Fecha     | Recorrido                                | type    | Distancia (km) | Ganador              | Líder                |
| --------- | --------- | ---------------------------------------- | ------- | -------------- | -------------------- | -------------------- |
| Prólogo   | 31 de may | Laval – Laval                            | prólogo | 4,5            | Dorian Godon         | Dorian Godon         |
| 1.ª etapa | 1 de jun  | Saint-Berthevin – Gorron                 |         | 176            | Mathieu van der Poel | Mathieu van der Poel |
| 2.ª etapa | 2 de jun  | Saint-Aignan-de-Couptrain – Saint-Samson |         | 172            | Nacer Bouhanni       | Mathieu van der Poel |
| 3.ª etapa | 3 de jun  | Congrier – Laval                         |         | 182            | Nacer Bouhanni       | Mathieu van der Poel |

## Desarrollo de la carrera

### Prólogo
| Laval - Laval | prólogo | (4,5 km) |

| \| Clasificación de la etapa \| Clasificación de la etapa \| Clasificación de la etapa \| Clasificación de la etapa \| Clasificación de la etapa \| \| Ciclista \| Ciclista \| Equipo \| Tiempo \| \| \| ------------------------- \| ------------------------- \| -------------------------- \| ------------------------- \| ------------------------- \| \| 1.º \| Dorian Godon \| Cofidis, Solutions Crédits \| 5 min 46 s \| \| \| 2.º \| Mathieu van der Poel \| Corendon-Circus \| + 9 s \| \| \| 3.º \| Romain Seigle \| Groupama-FDJ \| + 10 s \| \| \| 4.º \| Daniel Hoelgaard \| Groupama-FDJ \| + 12 s \| \| \| 5.º \| Benoît Cosnefroy \| AG2R La Mondiale \| + 12 s \| \| \| 6.º \| Eli Iserbyt \| Marlux-Bingoal \| + 15 s \| \| \| 7.º \| Julien Morice \| Vital Concept \| + 16 s \| \| \| 8.º \| Gediminas Bagdonas \| AG2R La Mondiale \| + 17 s \| \| \| 9.º \| Adam Ťoupalík \| Corendon-Circus \| + 17 s \| \| \| 10.º \| Kévin Ledanois \| Fortuneo-Samsic \| + 19 s \| \| |                      |                            |            |
| |                      |                            |            |
| |                      |                            |            |
| Clasificación de la etapa |                      |                            |            |
| Ciclista | Ciclista             | Equipo                     | Tiempo     |
| 1.º | Dorian Godon         | Cofidis, Solutions Crédits | 5 min 46 s |
| 2.º | Mathieu van der Poel | Corendon-Circus            | + 9 s      |
| 3.º | Romain Seigle        | Groupama-FDJ               | + 10 s     |
| 4.º | Daniel Hoelgaard     | Groupama-FDJ               | + 12 s     |
| 5.º | Benoît Cosnefroy     | AG2R La Mondiale           | + 12 s     |
| 6.º | Eli Iserbyt          | Marlux-Bingoal             | + 15 s     |
| 7.º | Julien Morice        | Vital Concept              | + 16 s     |
| 8.º | Gediminas Bagdonas   | AG2R La Mondiale           | + 17 s     |
| 9.º | Adam Ťoupalík        | Corendon-Circus            | + 17 s     |
| 10.º | Kévin Ledanois       | Fortuneo-Samsic            | + 19 s     |

| \| Clasificación general \| Clasificación general \| Clasificación general \| Clasificación general \| Clasificación general \| \| Ciclista \| Ciclista \| Equipo \| Tiempo \| \| \| --------------------- \| --------------------- \| -------------------------- \| --------------------- \| --------------------- \| \| 1.º \| Dorian Godon \| Cofidis, Solutions Crédits \| 5 min 46 s \| \| \| 2.º \| Mathieu van der Poel \| Corendon-Circus \| + 9 s \| \| \| 3.º \| Romain Seigle \| Groupama-FDJ \| + 10 s \| \| \| 4.º \| Daniel Hoelgaard \| Groupama-FDJ \| + 12 s \| \| \| 5.º \| Benoît Cosnefroy \| AG2R La Mondiale \| + 12 s \| \| \| 6.º \| Eli Iserbyt \| Marlux-Bingoal \| + 15 s \| \| \| 7.º \| Julien Morice \| Vital Concept \| + 16 s \| \| \| 8.º \| Gediminas Bagdonas \| AG2R La Mondiale \| + 17 s \| \| \| 9.º \| Adam Ťoupalík \| Corendon-Circus \| + 17 s \| \| \| 10.º \| Kévin Ledanois \| Fortuneo-Samsic \| + 19 s \| \| |                      |                            |            |
| |                      |                            |            |
| |                      |                            |            |
| Clasificación general |                      |                            |            |
| Ciclista | Ciclista             | Equipo                     | Tiempo     |
| 1.º | Dorian Godon         | Cofidis, Solutions Crédits | 5 min 46 s |
| 2.º | Mathieu van der Poel | Corendon-Circus            | + 9 s      |
| 3.º | Romain Seigle        | Groupama-FDJ               | + 10 s     |
| 4.º | Daniel Hoelgaard     | Groupama-FDJ               | + 12 s     |
| 5.º | Benoît Cosnefroy     | AG2R La Mondiale           | + 12 s     |
| 6.º | Eli Iserbyt          | Marlux-Bingoal             | + 15 s     |
| 7.º | Julien Morice        | Vital Concept              | + 16 s     |
| 8.º | Gediminas Bagdonas   | AG2R La Mondiale           | + 17 s     |
| 9.º | Adam Ťoupalík        | Corendon-Circus            | + 17 s     |
| 10.º | Kévin Ledanois       | Fortuneo-Samsic            | + 19 s     |

### 1.ª etapa
| Saint-Berthevin - Gorron |  | (176 km) |

| \| Clasificación de la etapa \| Clasificación de la etapa \| Clasificación de la etapa \| Clasificación de la etapa \| Clasificación de la etapa \| \| Ciclista \| Ciclista \| Equipo \| Tiempo \| \| \| ------------------------- \| ------------------------- \| ------------------------- \| ------------------------- \| ------------------------- \| \| 1.º \| Mathieu van der Poel \| Corendon-Circus \| 4 h 05 min 52 s \| \| \| 2.º \| Marc Sarreau \| Groupama-FDJ \| + 0 s \| \| \| 3.º \| Max Kanter \| Development Team Sunweb \| + \| \| \| 4.º \| Erwann Corbel \| Vital Concept \| + 0 s \| \| \| 5.º \| Robert Kessler \| Team Lotto-Kern Haus \| + 0 s \| \| |                      |                         |                 |
| |                      |                         |                 |
| |                      |                         |                 |
| Clasificación de la etapa |                      |                         |                 |
| Ciclista | Ciclista             | Equipo                  | Tiempo          |
| 1.º | Mathieu van der Poel | Corendon-Circus         | 4 h 05 min 52 s |
| 2.º | Marc Sarreau         | Groupama-FDJ            | + 0 s           |
| 3.º | Max Kanter           | Development Team Sunweb | +               |
| 4.º | Erwann Corbel        | Vital Concept           | + 0 s           |
| 5.º | Robert Kessler       | Team Lotto-Kern Haus    | + 0 s           |

| \| Clasificación general \| Clasificación general \| Clasificación general \| Clasificación general \| Clasificación general \| \| Ciclista \| Ciclista \| Equipo \| Tiempo \| \| \| --------------------- \| --------------------- \| --------------------- \| --------------------- \| --------------------- \| \| 1.º \| Mathieu van der Poel \| Corendon-Circus \| 4 h 11 min 37 s \| \| \| 2.º \| Romain Seigle \| Groupama-FDJ \| + 11 s \| \| \| 3.º \| Daniel Hoelgaard \| Groupama-FDJ \| + 13 s \| \| \| 4.º \| Eli Iserbyt \| Marlux-Bingoal \| + 16 s \| \| \| 5.º \| Gediminas Bagdonas \| AG2R La Mondiale \| + 18 s \| \| |                      |                  |                 |
| |                      |                  |                 |
| |                      |                  |                 |
| Clasificación general |                      |                  |                 |
| Ciclista | Ciclista             | Equipo           | Tiempo          |
| 1.º | Mathieu van der Poel | Corendon-Circus  | 4 h 11 min 37 s |
| 2.º | Romain Seigle        | Groupama-FDJ     | + 11 s          |
| 3.º | Daniel Hoelgaard     | Groupama-FDJ     | + 13 s          |
| 4.º | Eli Iserbyt          | Marlux-Bingoal   | + 16 s          |
| 5.º | Gediminas Bagdonas   | AG2R La Mondiale | + 18 s          |

### 2.ª etapa
| Saint-Aignan-de-Couptrain - Saint-Samson |  | (172 km) |

| \| Clasificación de la etapa \| Clasificación de la etapa \| Clasificación de la etapa \| Clasificación de la etapa \| Clasificación de la etapa \| \| Ciclista \| Ciclista \| Equipo \| Tiempo \| \| \| ------------------------- \| ------------------------- \| ---------------------------- \| ------------------------- \| ------------------------- \| \| 1.º \| Nacer Bouhanni \| Cofidis, Solutions Crédits \| 4 h 14 min 12 s \| \| \| 2.º \| Benoît Cosnefroy \| AG2R La Mondiale \| + 0 s \| \| \| 3.º \| Anthony Maldonado \| Saint Michel-Auber 93 \| + 0 s \| \| \| 4.º \| Jérémy Leveau \| Delko-Marseille Provence-KTM \| + 0 s \| \| \| 5.º \| Mathieu van der Poel \| Corendon-Circus \| + 0 s \| \| |                      |                              |                 |
| |                      |                              |                 |
| |                      |                              |                 |
| Clasificación de la etapa |                      |                              |                 |
| Ciclista | Ciclista             | Equipo                       | Tiempo          |
| 1.º | Nacer Bouhanni       | Cofidis, Solutions Crédits   | 4 h 14 min 12 s |
| 2.º | Benoît Cosnefroy     | AG2R La Mondiale             | + 0 s           |
| 3.º | Anthony Maldonado    | Saint Michel-Auber 93        | + 0 s           |
| 4.º | Jérémy Leveau        | Delko-Marseille Provence-KTM | + 0 s           |
| 5.º | Mathieu van der Poel | Corendon-Circus              | + 0 s           |

| \| Clasificación general \| Clasificación general \| Clasificación general \| Clasificación general \| Clasificación general \| \| Ciclista \| Ciclista \| Equipo \| Tiempo \| \| \| --------------------- \| --------------------- \| ----------------------- \| --------------------- \| --------------------- \| \| 1.º \| Mathieu van der Poel \| Corendon-Circus \| 8 h 25 min 49 s \| \| \| 2.º \| Romain Seigle \| Groupama-FDJ \| + 13 s \| \| \| 3.º \| Eli Iserbyt \| Marlux-Bingoal \| + 19 s \| \| \| 4.º \| Max Kanter \| Development Team Sunweb \| + 19 s \| \| \| 5.º \| Gediminas Bagdonas \| AG2R La Mondiale \| + 21 s \| \| |                      |                         |                 |
| |                      |                         |                 |
| |                      |                         |                 |
| Clasificación general |                      |                         |                 |
| Ciclista | Ciclista             | Equipo                  | Tiempo          |
| 1.º | Mathieu van der Poel | Corendon-Circus         | 8 h 25 min 49 s |
| 2.º | Romain Seigle        | Groupama-FDJ            | + 13 s          |
| 3.º | Eli Iserbyt          | Marlux-Bingoal          | + 19 s          |
| 4.º | Max Kanter           | Development Team Sunweb | + 19 s          |
| 5.º | Gediminas Bagdonas   | AG2R La Mondiale        | + 21 s          |

### 3.ª etapa
| Congrier - Laval |  | (182 km) |

| \| Clasificación de la etapa \| Clasificación de la etapa \| Clasificación de la etapa \| Clasificación de la etapa \| Clasificación de la etapa \| \| Ciclista \| Ciclista \| Equipo \| Tiempo \| \| \| ------------------------- \| ------------------------- \| ---------------------------- \| ------------------------- \| ------------------------- \| \| 1.º \| Nacer Bouhanni \| Cofidis, Solutions Crédits \| 12 h 58 min 23 s \| \| \| 2.º \| Marc Sarreau \| Groupama-FDJ \| + 0 s \| \| \| 3.º \| Rudy Barbier \| AG2R La Mondiale \| + 0 s \| \| \| 4.º \| Jon Aberasturi \| Euskadi-Murias \| + 0 s \| \| \| 5.º \| Geoffrey Soupe \| Cofidis, Solutions Crédits \| + 0 s \| \| \| 6.º \| Adam Ťoupalík \| Corendon-Circus \| + 0 s \| \| \| 8.º \| Jérémy Leveau \| Delko-Marseille Provence-KTM \| + 0 s \| \| \| 9.º \| Jesús Ezquerra \| Burgos-BH \| + 0 s \| \| \| 10.º \| Armindo Fonseca \| Fortuneo-Samsic \| + 0 s \| \| |                 |                              |                  |
| |                 |                              |                  |
| |                 |                              |                  |
| Clasificación de la etapa |                 |                              |                  |
| Ciclista | Ciclista        | Equipo                       | Tiempo           |
| 1.º | Nacer Bouhanni  | Cofidis, Solutions Crédits   | 12 h 58 min 23 s |
| 2.º | Marc Sarreau    | Groupama-FDJ                 | + 0 s            |
| 3.º | Rudy Barbier    | AG2R La Mondiale             | + 0 s            |
| 4.º | Jon Aberasturi  | Euskadi-Murias               | + 0 s            |
| 5.º | Geoffrey Soupe  | Cofidis, Solutions Crédits   | + 0 s            |
| 6.º | Adam Ťoupalík   | Corendon-Circus              | + 0 s            |
| 8.º | Jérémy Leveau   | Delko-Marseille Provence-KTM | + 0 s            |
| 9.º | Jesús Ezquerra  | Burgos-BH                    | + 0 s            |
| 10.º | Armindo Fonseca | Fortuneo-Samsic              | + 0 s            |

## Clasificaciones finales
- Las clasificaciones finalizaron de la siguiente forma:[4]

### Clasificación general
| \| Clasificación general \| Clasificación general \| Clasificación general \| Clasificación general \| Clasificación general \| \| Ciclista \| Ciclista \| Equipo \| Tiempo \| \| \| --------------------- \| --------------------- \| -------------------------- \| --------------------- \| --------------------- \| \| 1.º \| Mathieu van der Poel \| Corendon-Circus \| 3 h 54 min 01 s \| \| \| 2.º \| Romain Seigle \| Groupama-FDJ \| + 0 s \| \| \| 3.º \| Eli Iserbyt \| Marlux-Bingoal \| + 0 s \| \| \| 4.º \| Max Kanter \| Development Team Sunweb \| + 0 s \| \| \| 5.º \| Gediminas Bagdonas \| AG2R La Mondiale \| + 0 s \| \| \| 6.º \| Adam Ťoupalík \| Corendon-Circus \| + 0 s \| \| \| 7.º \| Dorian Godon \| Cofidis, Solutions Crédits \| + 0 s \| \| \| 8.º \| Alo Jakin \| Saint Michel-Auber 93 \| + 0 s \| \| \| 9.º \| Serguéi Shílov \| Gazprom-RusVelo \| + 0 s \| \| \| 10.º \| Jonas Rutsch \| Team Lotto-Kern Haus \| + 0 s \| \| |                      |                            |                 |
| |                      |                            |                 |
| Fuente: ProCyclingStats |                      |                            |                 |
| Clasificación general |                      |                            |                 |
| Ciclista | Ciclista             | Equipo                     | Tiempo          |
| 1.º | Mathieu van der Poel | Corendon-Circus            | 3 h 54 min 01 s |
| 2.º | Romain Seigle        | Groupama-FDJ               | + 0 s           |
| 3.º | Eli Iserbyt          | Marlux-Bingoal             | + 0 s           |
| 4.º | Max Kanter           | Development Team Sunweb    | + 0 s           |
| 5.º | Gediminas Bagdonas   | AG2R La Mondiale           | + 0 s           |
| 6.º | Adam Ťoupalík        | Corendon-Circus            | + 0 s           |
| 7.º | Dorian Godon         | Cofidis, Solutions Crédits | + 0 s           |
| 8.º | Alo Jakin            | Saint Michel-Auber 93      | + 0 s           |
| 9.º | Serguéi Shílov       | Gazprom-RusVelo            | + 0 s           |
| 10.º | Jonas Rutsch         | Team Lotto-Kern Haus       | + 0 s           |

### Clasificación de la montaña
| Clasificación de la montaña | Clasificación de la montaña | Clasificación de la montaña | Clasificación de la montaña | Clasificación de la montaña |
| Ciclista                    | Ciclista                    | Equipo                      | Puntos                      |                             |
| --------------------------- | --------------------------- | --------------------------- | --------------------------- | --------------------------- |
| 1.º                         | Anthony Delaplace           | Fortuneo-Samsic             | 40 pts                      |                             |
| 2.º                         | Clément Chevrier            | AG2R La Mondiale            | 24 pts                      |                             |
| 3.º                         | Gianni Vermeersch           | Corendon-Circus             | 21 pts                      |                             |
| 4.º                         | Axel Journiaux              | Direct Énergie              | 20 pts                      |                             |
| 5.º                         | Samuel Leroux               | Roubaix Lille Métropole     | 18 pts                      |                             |
| 6.º                         | Benoît Cosnefroy            | AG2R La Mondiale            | 9 pts                       |                             |
| 7.º                         | Julien Morice               | Vital Concept               | 9 pts                       |                             |
| 8.º                         | Jérémy Cabot                | Roubaix Lille Métropole     | 8 pts                       |                             |
| 9.º                         | Kévin Le Cunff              | Saint Michel-Auber 93       | 7 pts                       |                             |
| 10.º                        | Jérôme Cousin               | Direct Énergie              | 6 pts                       |                             |

### Clasificación por puntos
| Clasificación por puntos | Clasificación por puntos | Clasificación por puntos     | Clasificación por puntos | Clasificación por puntos |
| Ciclista                 | Ciclista                 | Equipo                       | Puntos                   |                          |
| ------------------------ | ------------------------ | ---------------------------- | ------------------------ | ------------------------ |
| 1.º                      | Nacer Bouhanni           | Cofidis, Solutions Crédits   | 50 pts                   |                          |
| 2.º                      | Mathieu van der Poel     | Corendon-Circus              | 47 pts                   |                          |
| 3.º                      | Marc Sarreau             | Groupama-FDJ                 | 40 pts                   |                          |
| 4.º                      | Benoît Cosnefroy         | AG2R La Mondiale             | 36 pts                   |                          |
| 5.º                      | Jérémy Leveau            | Delko-Marseille Provence-KTM | 31 pts                   |                          |
| 6.º                      | Max Kanter               | Development Team Sunweb      | 25 pts                   |                          |
| 7.º                      | Rudy Barbier             | AG2R La Mondiale             | 25 pts                   |                          |
| 8.º                      | Geoffrey Soupe           | Cofidis, Solutions Crédits   | 20 pts                   |                          |
| 9.º                      | Armindo Fonseca          | Fortuneo-Samsic              | 20 pts                   |                          |
| 10.º                     | Anthony Maldonado        | Saint Michel-Auber 93        | 16 pts                   |                          |

### Clasificación de los jóvenes
| Clasificación del mejor joven | Clasificación del mejor joven | Clasificación del mejor joven | Clasificación del mejor joven | Clasificación del mejor joven |
| Ciclista                      | Ciclista                      | Equipo                        | Tiempo                        |                               |
| ----------------------------- | ----------------------------- | ----------------------------- | ----------------------------- | ----------------------------- |
| 1.º                           | Eli Iserbyt                   | Marlux-Bingoal                | 12 h 58 min 42 s              |                               |
| 2.º                           | Max Kanter                    | Development Team Sunweb       | + 0 s                         |                               |
| 3.º                           | Adam Ťoupalík                 | Corendon-Circus               | + 2 s                         |                               |
| 4.º                           | Dorian Godon                  | Cofidis, Solutions Crédits    | + 3 s                         |                               |
| 5.º                           | Jonas Rutsch                  | Team Lotto-Kern Haus          | + 11 s                        |                               |
| 6.º                           | Pierre Idjouadiène            | Roubaix Lille Métropole       | + 33 s                        |                               |
| 7.º                           | Damien Touzé                  | Saint Michel-Auber 93         | + 52 s                        |                               |
| 8.º                           | Valentin Madouas              | Groupama-FDJ                  | + 1 min 19 s                  |                               |
| 9.º                           | Jarno Mobach                  | Development Team Sunweb       | + 2 min 16 s                  |                               |
| 10.º                          | Justin Paroz                  | Akros-Renfer                  | + 3 min 37 s                  |                               |

### Clasificación por equipos
| Clasificación por equipos | Clasificación por equipos | Clasificación por equipos | Clasificación por equipos |
| Equipo                    | Equipo                    | Tiempo                    |                           |
| ------------------------- | ------------------------- | ------------------------- | ------------------------- |

## Evolución de las clasificaciones
| Etapa (Vencedor)                 | Clasificación general | Clasificación de la montaña | Clasificación de los puntos | Clasificación de los jóvenes | Clasificación por equipos |
| -------------------------------- | --------------------- | --------------------------- | --------------------------- | ---------------------------- | ------------------------- |
| Prólogo (Dorian Godon)           | Dorian Godon          | no se entregó               | Dorian Godon                | Dorian Godon                 | Groupama-FDJ              |
| 1.ª etapa (Mathieu van der Poel) | Mathieu van der Poel  | Gianni Vermeersch           | Mathieu van der Poel        | Eli Iserbyt                  | Groupama-FDJ              |
| 2.ª etapa (Nacer Bouhanni)       | Mathieu van der Poel  | Anthony Delaplace           | Mathieu van der Poel        | Eli Iserbyt                  | Fortuneo-Samsic           |
| 3.ª etapa (Nacer Bouhanni)       | Mathieu van der Poel  | Anthony Delaplace           | Nacer Bouhanni              | Eli Iserbyt                  | Fortuneo-Samsic           |
| Clasificación final              | Mathieu van der Poel  | Anthony Delaplace           | Nacer Bouhanni              | Eli Iserbyt                  | Fortuneo-Samsic           |

## UCI World Ranking
El Boucles de la Mayenne otorgó puntos para el UCI Europe Tour 2018 y el UCI World Ranking, este último para corredores de los equipos en las categorías UCI WorldTeam, Profesional Continental y Equipos Continentales. Las siguientes tablas muestran el baremo de puntuación y los 10 corredores que obtuvieron más puntos:
| Posición              | 1.º | 2.º | 3.º | 4.º | 5.º | 6.º | 7.º | 8.º | 9.º | 10.º | 11.º | 12.º | 13.º-15.º | 16.º-25.º |
| Clasificación general | 125 | 85  | 70  | 60  | 50  | 40  | 35  | 30  | 25  | 20   | 15   | 10   | 5         | 3         |
| Por etapa             | 14  | 5   | 3   |     |     |     |     |     |     |      |      |      |           |           |
| Líder                 | 3   |     |     |     |     |     |     |     |     |      |      |      |           |           |

| Clasificación | Clasificación        | Clasificación              | Clasificación | Clasificación | Clasificación | Clasificación |
| Posición      | Ciclista             | Equipo                     | General       | Etapa         | Líder         | Total         |
| ------------- | -------------------- | -------------------------- | ------------- | ------------- | ------------- | ------------- |
| 1.º           | Mathieu van der Poel | Corendon-Circus            | 125           | 19            | 6             | 150           |
| 2.º           | Romain Seigle        | Groupama-FDJ               | 85            | 3             | -             | 88            |
| 3.º           | Eli Iserbyt          | Marlux-Bingoal             | 70            | -             | -             | 70            |
| 4.º           | Max Kanter           | Development Sunweb         | 60            | 3             | -             | 63            |
| 5.º           | Dorian Godon         | Cofidis, Solutions Crédits | 35            | 14            | 3             | 52            |
| 6.º           | Gediminas Bagdonas   | Ag2r La Mondiale           | 50            | -             | -             | 50            |
| 7.º           | Adam Ťoupalík        | Corendon-Circus            | 40            | -             | -             | 40            |
| 8.º           | Nacer Bouhanni       | Cofidis, Solutions Crédits | 3             | 28            | -             | 31            |
| 9.º           | Alo Jakin            | Saint Michel-Auber93       | 30            | -             | -             | 30            |
| 10.º          | Sergey Shilov        | Gazprom-RusVelo            | 25            | -             | -             | 25            |